# Margaret Atwood

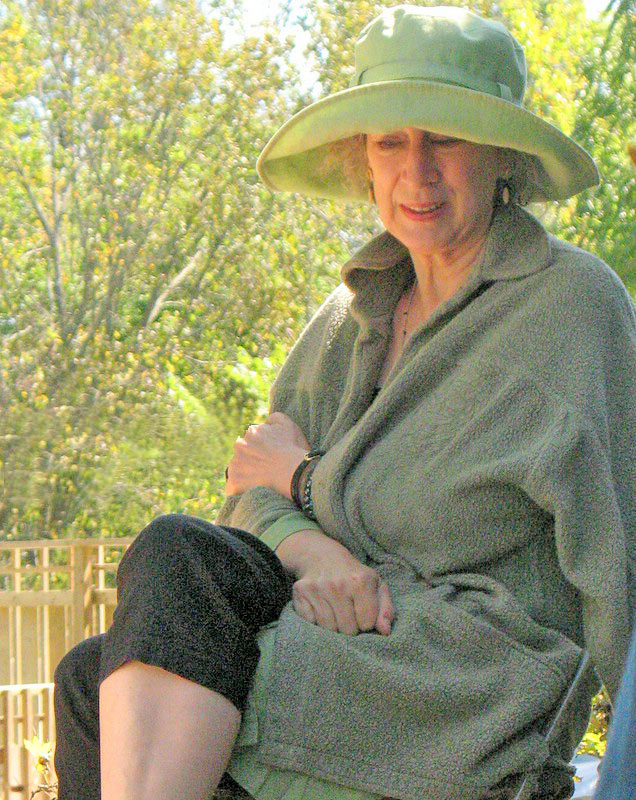
Margaret Atwood på Eden Mills Writers' Festival, Ontario, i september 2006.

Margaret Eleanor Atwood, född 18 november 1939 i Ottawa, Ontario, är en kanadensisk bästsäljande, prisbelönt och samhällskritisk författare, poet och litteraturkritiker. Bland hennes mest kända böcker finns den dystopiska Tjänarinnans berättelse (som även finns som opera, balett, film och TV-serie), deckaren Den blinde mördaren och den spekulativa Oryx och Crake.

## Biografi
Atwoods föräldrar möttes under en lärarutbildning, då Carl Edmund Atwood studerade entomologi och Margaret Dorothy Killam studerade för att bli nutritionist. Bägge var från Nova Scotia. De fick tre barn: Harold Leslie 1937, Margaret 1939 och Ruth, 1951. I och med faderns viktiga arbete för att trygga skogsbruket, vilket stärkte Kanadas ekonomi under andra världskriget, då han studerade insekter i norra Québec, reste familjen till vildmarken, där de bägge äldre syskonen växte upp under sommarmånaderna. Vintrarna tillbringades i olika kanadensiska städer. Under denna period blev böcker en av de få fritidssysselsättningarna. Syskonen började också teckna egna serier, men hon lärde sig även att paddla och simma, och hon lärde sig att njuta av vildmarken. Hennes smeknamn var "Peggy".
Margaret Atwood började i skolan i Toronto vid åtta års ålder. Hennes stora utmaning var inte mobbning (trots skildringen i romanen Kattöga), utan mötet med jämnåriga flickor, som var snobbigare och mindre vana vid skogslivet. På grund av vanorna från sin hemskolning, avancerade hon snabbare i klasserna. Dock hade hon ett nedärvt hjärtfel som gjorde att hon ofta var trött. Det var under den perioden som hon bestämde sig för att bli författare, men eftersom föräldrarna var forskare ville de att hon skulle läsa vidare och hon var förberedd på att ha ett arbete för att försörja sig. Därför studerade hon botanik, zoologi och kemi. Dessutom studerade hon vid University of Toronto, och tog en BA i engelska, samtidigt som hon fortsatte att skriva – "tvångsmässigt, dåligt, hoppfyllt". Professorn Northrop Frye lyckades övertyga Atwood om att studera vidare vid Harvard, snarare än att bo kvar i Kanada.
Under tiden i Harvard förlovade hon sig med poeten David Donnell, som hjälpte henne att ge ut hennes första diktsamling, Double Persephone (1961), men förlovningen bröts redan året därpå. Hon studerade den tidiga nordamerikanska litteraturens utveckling. Hon var sammanlagt vid Harvard i fyra år, med ett års paus, då hon arbetade med marknadsföring. De fyra åren slutade inte i någon examen, men hon skrev och fick fler dikter publicerade. 
Efter fem års förhållande gifte hon sig 1967 i Montréal med den amerikanske författaren Jim Polk. Själva bröllopet sägs ha liknat den komiska bröllopsscenen i Oraklet (1976).
1969 publicerades hennes första roman, Den ätbara kvinnan, som bland annat bygger på hennes period med marknadsföring. Den kom till i kölvattnet av det pris hon fick för diktsamlingen The Circle Game (1966).
Polk var engagerad i ett förlag, och Atwood arbetade också där. Men hans arbetsbörda var så stor att makarna gled isär, och Atwood inledde ett förhållande med författaren Graeme Gibson, som hon flyttade till landet med 1973. Paret fick 1976 dottern Eleanor "Jess" Atwood Gibson, något som fick familjen att avsluta bondelivet. Paret var mycket lyckligt.
Sedan 1980-talet har Atwood lyckats försörja sig på sitt författarskap, och har fått internationell berömmelse. Utöver det har hon engagerat sig i frågan om mänskliga rättigheter och i välgörenhetsfrågor. Hon är medlem i Amnesty och var med och grundade den kanadensiska grenen av PEN. Hon har dessutom tagit strid för privatlivet i den digitala eran.
Under 1980-talet bodde Atwood en period i Berlin, då hon skrev den dystopiska romanen Tjänarinnans berättelse i förhoppningen om att dystopin inte skulle bli verklighet. Boken blev film 1990 och har sedan överförts till bland annat opera (The Handmaid's Tale) och TV-serie (The Handmaid's Tale). Under Donald Trumps första mandatperiod som USA:s president har Atwoods författarskap och särskilt Tjänarinnans berättelse fått ny uppmärksamhet.
I mitten av 1990-talet avled Atwoods far.

## Författarskap
Atwood fokuserar ofta på kvinnors situationer, som hon berör i olika litterära genrer som exempelvis science fiction, gotiska berättelser och spökhistorier. Hon påpekade 1984 att hon inte uppfann feminismen och att den inte heller skapade henne, men att det är något som hon sympatiserar med. Hon skrev om många feministiska frågor innan de diskuterades öppet, såsom ätstörningar. De kvinnliga rollfigurerna är ofta lidande, men inte passiva. I en intervju förklarade hon: 
| ”                 | Jag började som en fullständigt opolitisk författare, men sedan började jag göra det alla romanförfattare och vissa poeter gör: jag började beskriva världen omkring mig. | „ |
| – Margaret Atwood | |   |

Till hennes mest uppmärksammade verk hör Den ätbara kvinnan (1969), som är en tragikomisk uppgörelse med konsumtionssamhället, den feministiska bildningsromanen Upp till ytan (1972) och den science fiction-liknande Tjänarinnans berättelse (1985) som handlar om ett fundamentalistiskt samhälle där kvinnan fjättrats vid spisen och är anvisad till att ta hand om barnen (något hon inspirerats till efter ett besök i Iran). Bland senare romaner märks den Bookerprisbelönade Den blinde mördaren (2000) och den dystopiska framtidsvisionen Oryx och Crake (2003).
Margaret Atwood har ett stort intresse för Kanada, något som märks både då hon använder den miljön och atmosfären i det hon skriver, både inom fiktion och annat. Hennes poesi kretsar ofta kring skillnaden mellan livet och konsten, och mellan mänskliga och naturens skapelser. Forskare har beskrivit dualiteten mellan livet och konsten har lett till att människorna är isolerade från varandra och från naturen. Böcker som Oryx och Crake och Syndaflodens år kretsar kring stora ekologiska katastrofer.
Hon förknippas med kanadensisk nationalism under 1960- och 70-talen.
2002 publicerades hennes föreläsningar under titeln Negotiating with the Dead: A Writer on Writing. Hon har även tidigare skrivit om att skriva.
Bland Atwoods favoritförfattare finns William Shakespeare. Vid Shakespeares 400-årsjubileum skrev Atwood en romanversion av hans pjäs Stormen med titeln Häxyngel. Hon har också uttryckt en beundran för bland andra Karin Blixen och Doris Lessing, samt TV-serien Game of Thrones.
2014 genomförde Atwood en intervju med nobelpristagaren i litteratur, Alice Munro.
Atwood har publicerat flera texter på sajten Wattpad, innan de senare gått till publicering, som ett sätt att få feedback från sina läsare.